# Lokomotiwnoje Diepo (obwód pskowski)
Lokomotiwnoje Diepo (ros. Локомотивное Депо; dosł. lokomotywownia) – przystanek kolejowy w miejscowości Wielkie Łuki, w obwodzie pskowskim, w Rosji. Położony jest na liniach Moskwa - Siebież oraz Bołogoje - Newel, w pobliżu wielkołuckiej lokomotywowni.